# Artefact
株式会社Artefact（アーティファクト、英: Artefact Inc.）は、東京都目黒区に本社を置く日本のWebメディア運営企業である。

## 概要
「デジタルデザイナーの毎日をもっと楽しく」を目指すWebメディアunprintedを運営。

## 沿革
- 2015年9月 - 東京都世田谷区にてThe Shell株式会社を設立
- 2018年3月1日 - 株式会社Artefactに社名変更、および本社を東京都目黒区に移転
- 2018年2月 - デザイナーのためのプロジェクトマネージメントツール「Crumby」をリリース[1]
- 2020年2月 - iOS向けの時間割・課題管理アプリSchoolyをリリース
- 2023年1月 - デジタルデザイナーのためのWebメディア「unprinted」の運営を開始[2]